# Parc Nacional de Žemaitija

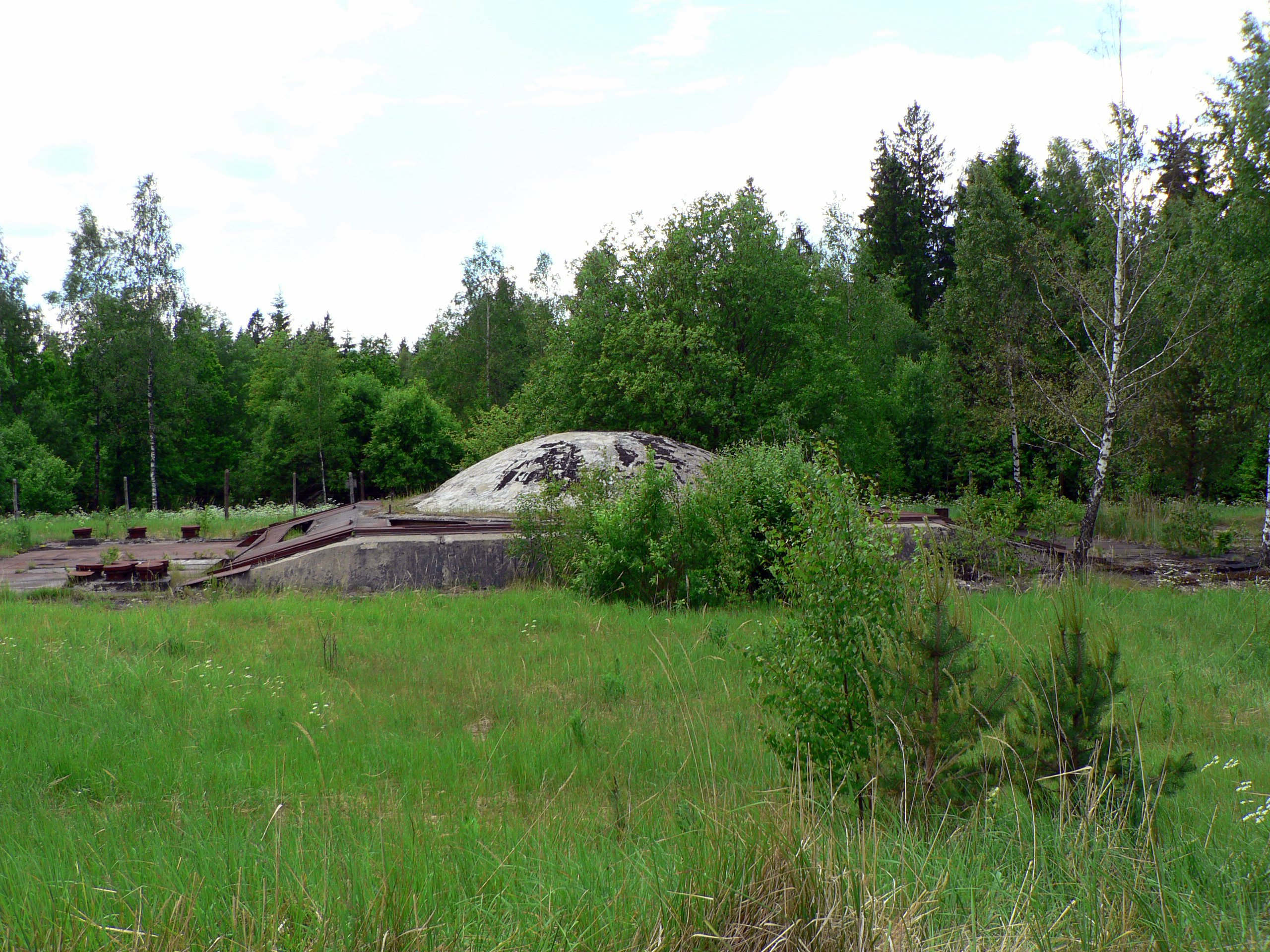
Base de míssils de Plokštinė

El Parc Nacional de Žemaitija (en lituà: Žemaitijos nacionalinis parkas) és un parc nacional de Lituània, situat a la regió de Samogítia, a 45 km. del Mar Bàltic. El 8,5% del seu territori (1.857 ha) queda cobert per extensions d'aigua, comptant llacs i rius. El llac de Plateliai (1.200 ha. i 47 m. fons) és el major llac. La ciutat de Plateliai, situada a la vora del llac, és la seu administrativa del parc i un famós destí turístic.